# NA-2326
La NA-2326 es una carretera que comunica el pueblo de Lerrúz con la NA-150.

## Recorrido
| Denominación | Kilómetro | Salida             | Carretera          | Dirección          |
| ------------ | --------- | ------------------ | ------------------ | ------------------ |
| NA-2321      | 0         |                    | NA-150             | Pamplona Aoiz      |
| NA-2321      | 1         | Travesía de Lerruz | Travesía de Lerruz | Travesía de Lerruz |

- Datos: Q12264104